# キア・グランバード
グランバード（GRANBIRD、朝: 그랜버드）は、大韓民国の自動車メーカー、亜細亜自動車および吸収合併後の起亜自動車により製造・販売されるハイデッカー型の大型観光バスである。亜細亜自動車により製造・販売された車種の内、軍用車を除き唯一現在も製造・販売される車種であり、また起亜自動車により製造・販売される唯一のバスである。
全車エアサスペンションであり、リーフサスペンションの設定は無い。

## 初代（AM948/AM949型、1994年8月 - 2007年11月）

### グランバード
1994年8月に発売。AM938ATおよびAM939EFの後継車である。亜細亜自動車により製造・販売された車種の内、軍用車を除き唯一現在も製造・販売される長寿車種であり、製造は光州広域市光山区安清洞にある光州河南工場において行われた。プラットフォームは日野自動車製初代FD/FS系セレガをベースとしたが、当時のザイル大宇バスや現代自動車は他国の技術とデザインを用いて大韓民国において製造されたのに対し、グランバードはエンジンとプラットフォームを除き独自のデザインを採用した事により、1995年に大韓民国通商産業部から大韓民国製商用車としては初となるグッドデザイン賞およびSD賞を受賞した。これに伴ってか発売後、2004年から2007年にかけての3年間、同市場において販売台数1位を記録した。2007年11月29日にフルモデルチェンジを実施したニューグランバードが登場するまで、ラジエーターグリル、フォグランプ、ダッシュボード等の一部改良を除き、全体的なデザインは大きく変更されていないという特徴があり、大韓民国においては現在も良く見受けられる。典型的なRR方式であり、全車エアサスペンションが標準装備されており、リーフサスペンションの設定は無い。初期型は330馬力を発揮する日野自動車製V型8気筒EF750型、355馬力を発揮するV型8気筒F17E型を搭載し、グリーンフィールド（シティを含む）がEF750型のみ、パークウェイ、ブルースカイがEF750型を標準装備、F17E型をオプション設定、サンシャイン、マイルドブリーズがF17E型を標準装備した。シートは、当初は亜細亜自動車製シートを搭載したが、現在は現代自動車が使用するソヨンインテック製シート、ザイル大宇バスが使用する明宝企業製シートをオプション設定し、基本的には明宝企業製シートを搭載したが、搬入時に希望に合わせ追加料金を支払えば、オプションとしてソヨンインテック製シートも搭載可能である。2002年ワールドカップにおいても使用された。価格はヒュンダイ・エアロ系より若干安価な価格設定であり、室内空間、特に頭上空間が広大であり、観光バスとして人気であった。1996年7月に1度目のマイナーチェンジを経て、ボディとシャーシの改良に伴う軽量化、前輪と前扉との距離が短くなり、角型のダッシュボードから流線型のダッシュボードへ変更し、スタンダードデッカー型の全長12m車、グランバードSD2パークウェイを追加発売した。また起亜自動車が現代グループ傘下となった1999年9月以降は、340馬力を発揮する現代自動車製Qエンジンへ変更された。これと同時に型式がAM948/AM949型からKM948/KM949型へ変更された。型式は全長12m未満の最廉価グレードであるグリーンフィールドがAM948/KM948型、グリーンフィールドを除く全長12m以上のグレードがAM949/KM949である。また以降380馬力/410馬力を発揮するパワーテックも追加設定された。パワーテックは2000年からブルースカイ、サンシャインにオプション設定され、以降グリーンフィールドではオプション設定、それ以上は標準装備となり、410馬力は2004年にQエンジンが廃止された時点からグリーンフィールドを除く全車にオプション設定された。なお、1軍高速バス会社の中では天一高速のみがグランバードに410馬力を発揮するパワーテック＋6速MTを組み合わせ、市外バス会社の殆どはパークウェイに410馬力を発揮するパワーテック＋6速MTを組み合わせた。2001年頃にフェイスリフトを経て、通称かみそり刃と呼ばれるラジエーターグリルへ変更され、フロントバンパーも変更され、フォグランプが装着された。2004年以降は一部「スーパー」というサブネームが付き、スーパーグリーンフィールド、スーパーパークウェイ、スーパープレミアムサンシャインとなった。
最終型は2007年に登場した為、耐久年数は11年が限界であり、初代の現役車は全滅した。1軍高速バス会社最後となる初代は、天一高速により2018年9月まで運行された個体である。光信高速により運行されたスーパープレミアムは2018年10月に貸与された。
グランバードミニ
1995年に開催されたソウルモーターショーにおいて後述のグランバードサルーンと共にニューコスモス（AM829型）として初出品。2002年に開催されたソウルモーターショーにおいては内装を高級化し、グランバードミニ（KM849）へ改め出品したが、メーカーの都合により発売には至らなかった。トランスミッションはAMTであり、操作方法は三菱ふそう製INOMATに似た物であった。シフトレバーは当時のヒュンダイ・EF型ソナタ、MS型オプティマのAT車の様な物であった。大宇・BH090ロイヤルスターと同様、全長9mの中型バスであった。
グランバードサルーン
1995年に開催されたソウルモーターショーにおいてスーパーハイデッカー型のコンセプトカーを前述のニューコスモスと共にグランバードサルーンとして初出品。なお、国内実情に合わず発売には至らず、現在は光州河南工場に放置される。
グランバードシティ
1997年に直行座席バスとして試験的に製造された全長11.5m車。グランバードグリーンフィールドをベースとして開発された。1996年当時、ヒュンダイ・エアロスペースLSと大宇・BH115Hロイヤルエクスプレスの競合車としてエアサスペンションを標準装備しており、下部開閉ガラスやスイングドアも標準装備した。なお、全面ガラスの設定は無い。またAVシステム、荷物入れ、棚が非装備であり、リクライニング不能なシートを採用し、料金箱と降車ベルを設置した低価格の普及車であった。日野自動車製V型8気筒EF750型エンジンを搭載した事により、他社の競合車と比較して燃費性能で劣り、市内バス会社の導入率は非常に少数であり、大韓民国では唯一、ソウル特別市冠岳区新林洞新林路87-8にある漢南旅客運輸により50番、51番、129番、129-1番等一部路線に限り10台程度が導入されたが、直ぐに廃止され、以降グランバードブルースカイをベースとしたニューグランバードマルチを採用した。
グランバードSD1グリーンフィールド
1997年8月に発売されたスタンダードデッカー型の11.5m車。最廉価グレードであり、主に市外バス会社が多数導入し、2004年にグランバードSD1スーパーグリーンフィールドへ一部改良が施された。全299台である。
グランバードSD1スーパーグリーンフィールド
スタンダードデッカー型の11.5m車。最廉価グレードであり、グランバードSD1グリーンフィールドの一部改良車である。慶尚北道慶州市等一部地域では市内バスとしても導入された事例がある。
グランバードSD2パークウェイ
1996年7月に実施されたマイナーチェンジ時に初登場した、スタンダードデッカー型の全長12m車。競合車より多数が製造された。パワーテックを標準装備し、殆どの市外バス会社や観光バス会社が導入した。2002年にグランバードSD2スーパーパークウェイへ一部改良が施された。
グランバードSD2スーパーパークウェイ
スタンダードデッカー型の全長12m車。殆どの空港バス会社や市外バス会社、観光バス会社が導入した。
グランバードHDマイルドブリーズ/ブルースカイ/サンシャイン
ハイデッカー型の全長12m車。観光バスおよび自家用バスであるマイルドブリーズ、一般高速バスであるブルースカイ、優等高速バスであるサンシャインの3構成で製造されたが、以降一般高速バス・優等高速バス共にグランバードスーパープレミアムサンシャインへ統合され製造された。なお、ブルースカイはフェイスリフトの実施と同時にスタンダードデッカー型の全長12.5m車へと変更して再販された。
グランバードスーパープレミアムサンシャイン

ハイデッカー型の全長12m車。三和高速、東部エクスプレスを除く全国高速バス運送事業組合所属の高速バス会社が導入し、フルモデルチェンジを実施したニューグランバードスーパープレミアムサンシャインも多数導入された。全国バス運送事業組合所属の市外バスとしても一部導入されており、江原高速、京畿旅客、天一旅客、振興高速、漢陽高速、忠南高速、光信高速、KD輸送グループ（京畿高速）等である。観光バス会社にも高評であった。なお、2代目では車名がニューグランバードサンシャインとスーパープレミアムが撤廃となったが、ビッグマイナーチェンジ後ではニューグランバードスーパープレミアムサンシャインと従来の車名へ改称された。

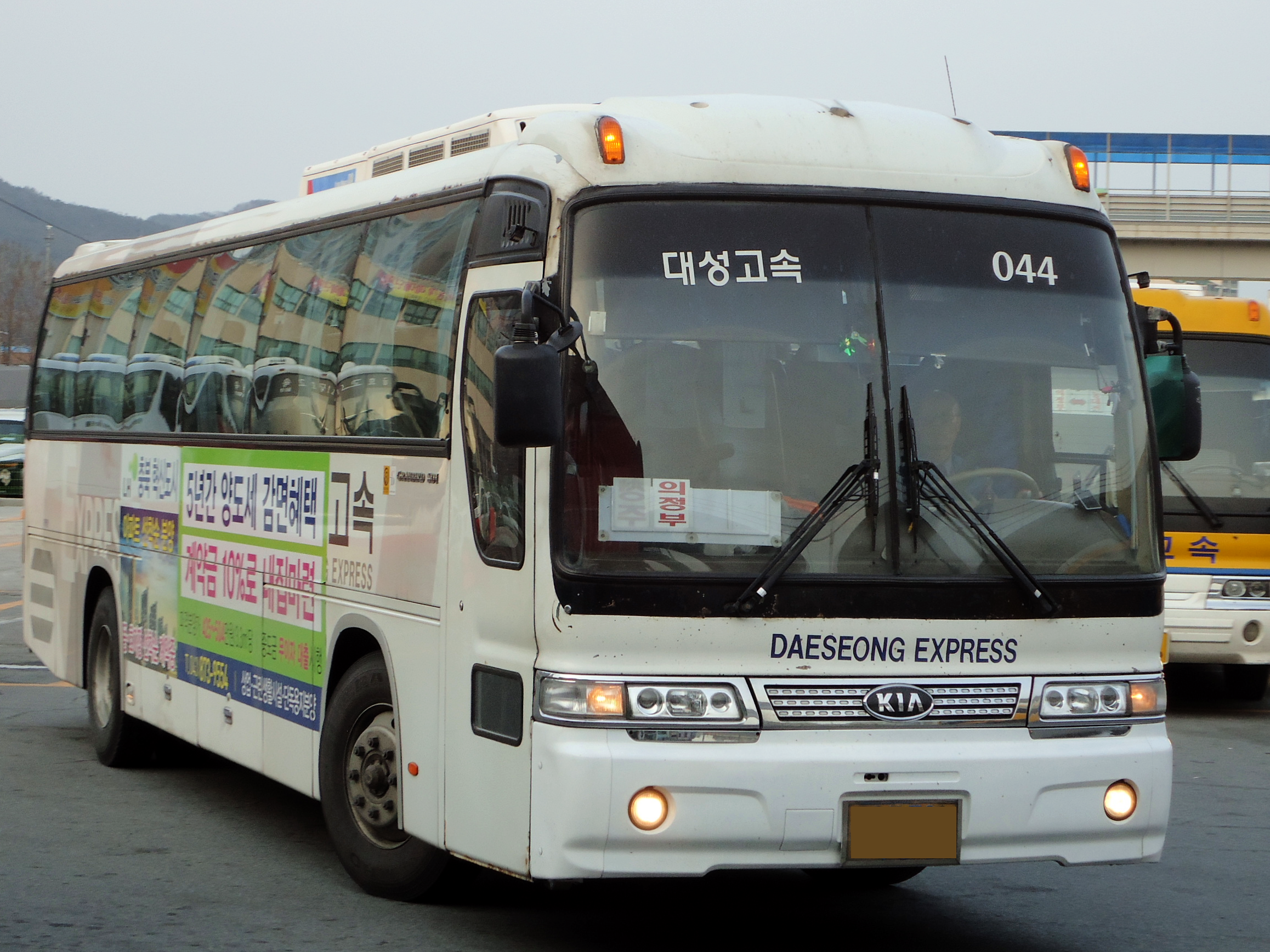
グランバードSD1スーパーグリーンフィールド（大成高速）
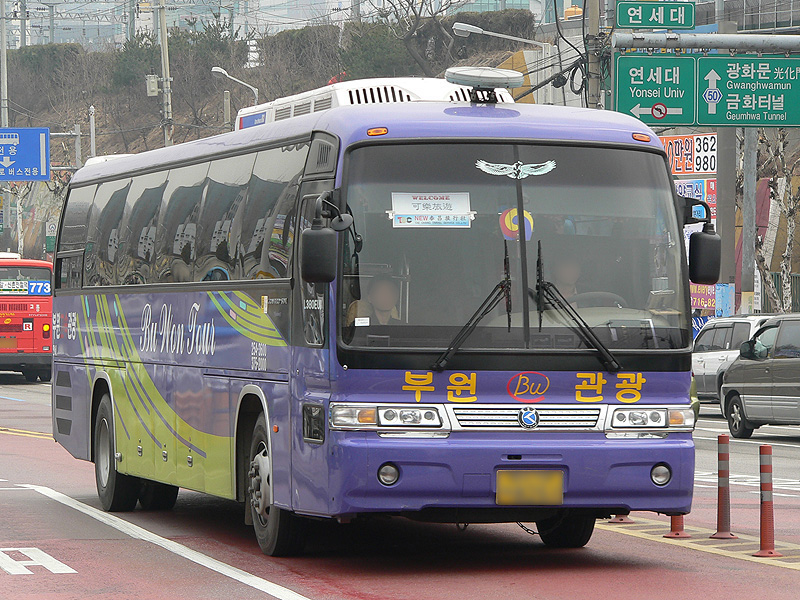
グランバードSD2パークウェイ（部員観光）
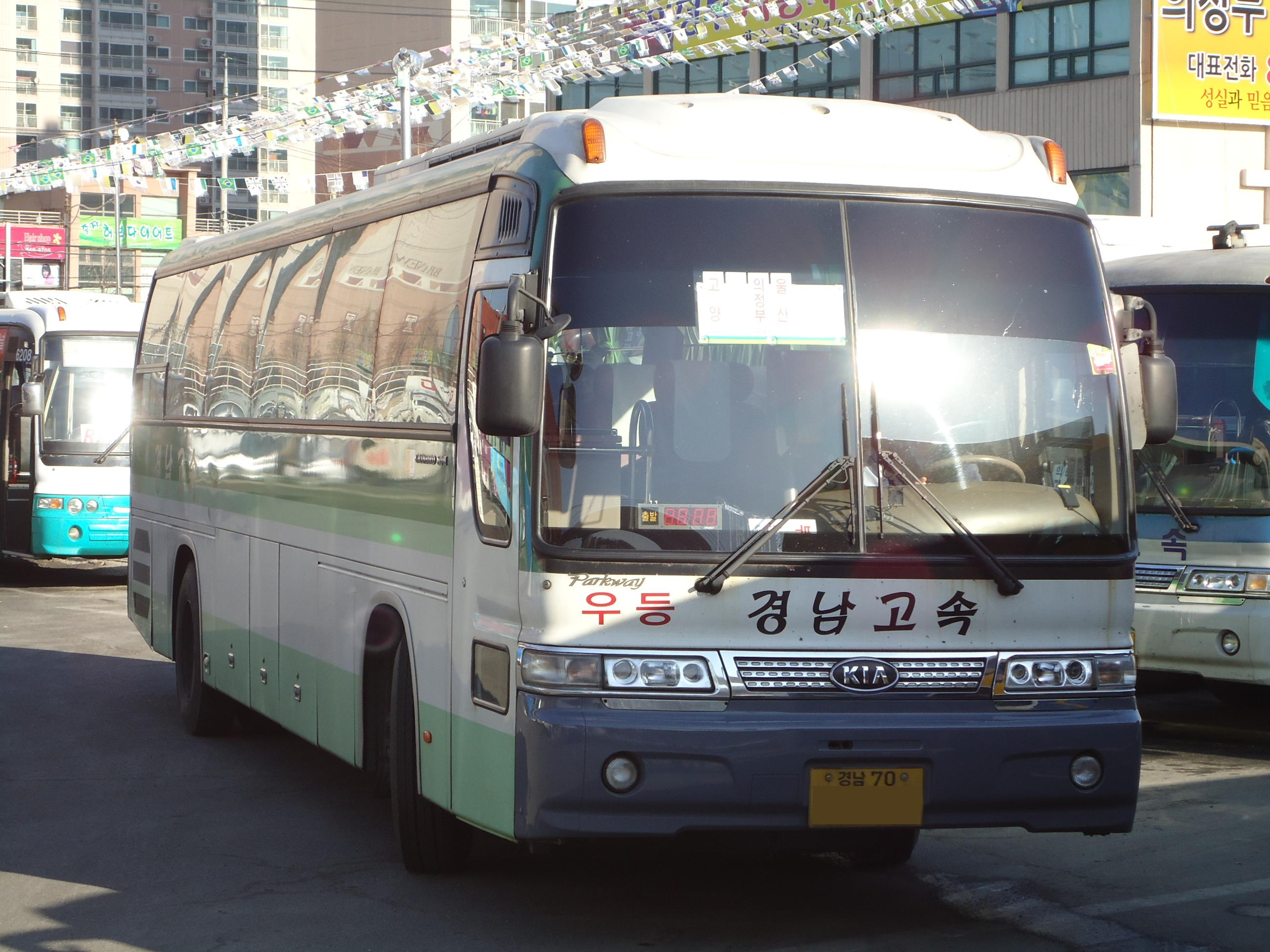
2007年式グランバードSD2スーパーパークウェイ（慶尚高速）
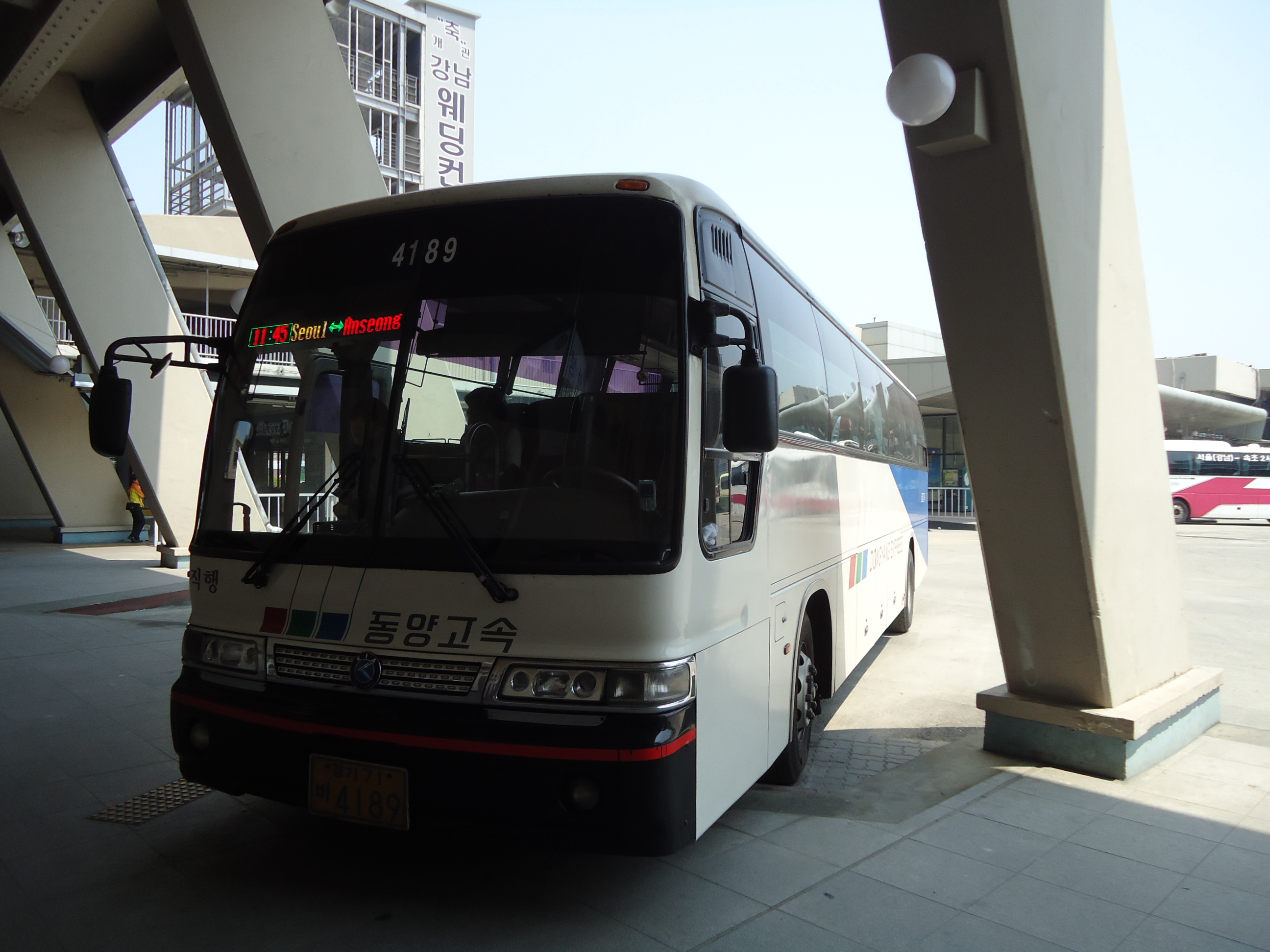
グランバードHDブルースカイ（東洋高速）
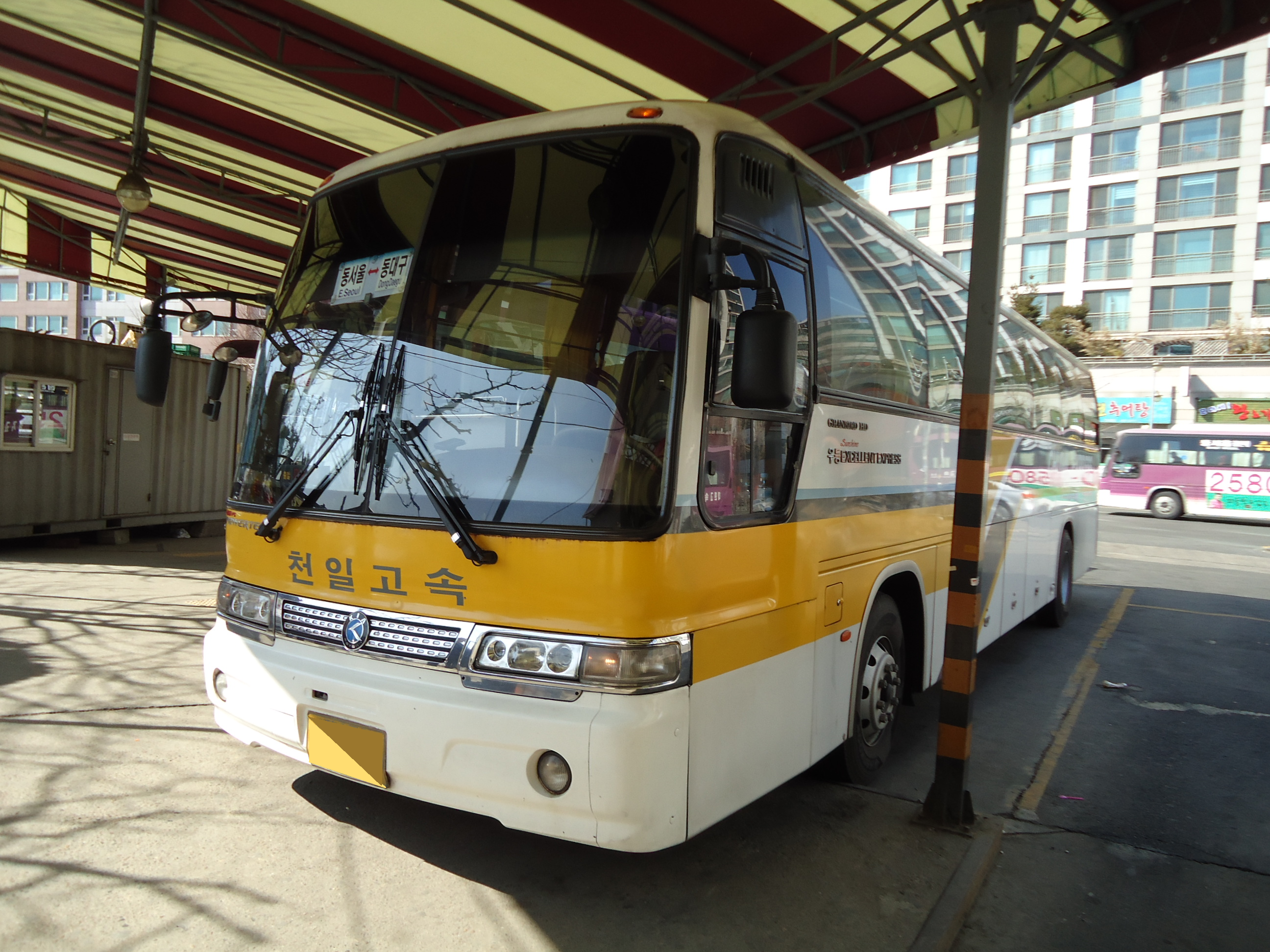
グランバードHDサンシャイン（天一高速）
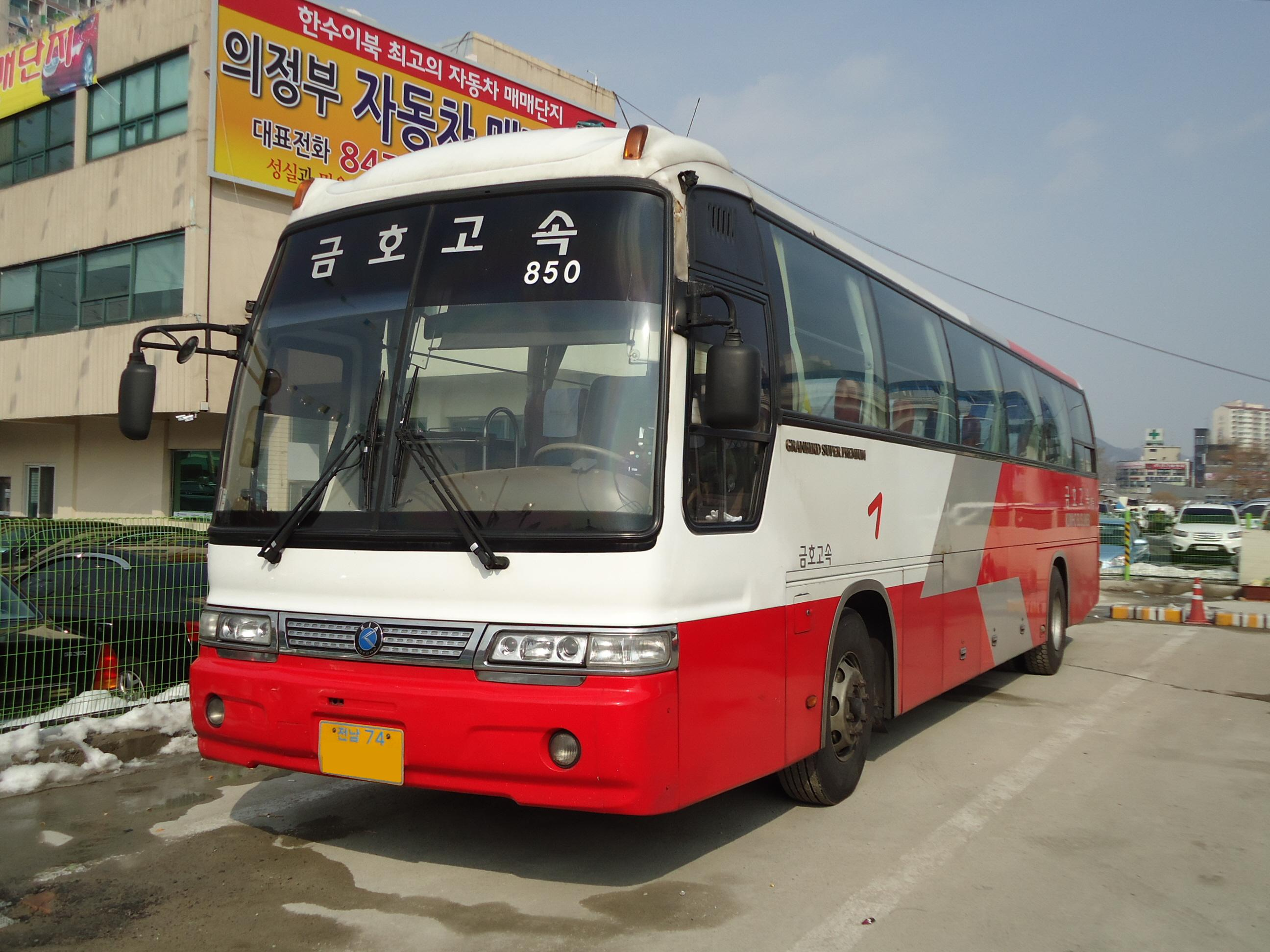
グランバードスーパープレミアムサンシャイン（錦湖高速）

## 2代目（AM958/AM959型、2007年11月 - ）

### ニューグランバード
2007年11月29日にフルモデルチェンジを実施、車名をニューグランバードへ改めた。搭載エンジンは410馬力を発揮する現代自動車製Qエンジンから425馬力を発揮する現代自動車製Hエンジンへ変更。トランスミッションは現代ダイモス製前進5速/後進1速MTやZF製前進6速/後進1速MTをオプション設定。従来は大宇・FXやヒュンダイ・ユニバースとは異なりATは選択不可であったが、2015年のユーロ6適合車の発売と共にオプション設定された。また、シートは現代自動車が使用するソヨンインテック製シート、ザイル大宇バスが使用する明宝企業製シートをオプション設定し、基本的には明宝企業製シートを搭載したが、搬入時に希望に合わせ追加料金を支払えば、オプションとしてソヨンインテック製シートも搭載可能である。2010年にマイナーチェンジモデルを施し、ニューグランバードイノベーションとして公開、同年9月10日に正式発売された。外観はハイデッカー型のみ変更されたが、内装はスタンダードデッカー型、ハイデッカー型問わず変更された。2012年7月にカセットプレーヤーをオーディオCDへ変更し、フロントガーニッシュおよびメインドアシステムに改良を加え、全席ELRシートベルトの搭載ならびにブザー音の追加等も図られ、2013年式となる。2014年9月1日から施行されるユーロ6に備え、搭載エンジンを440馬力を発揮するパワーテック（H430）へ変更し、尿素SCRシステムも追加、サイドマーカーランプの採用およびLEDフォグランプならびにLED DRLの採用、内装に大幅な変更を図られ、2015年式となる。また、後退警報音を追加された。2017年にAEBS（Advanced Emergency Braking System）およびLDWS（Lane Departure Warning System）が追加された。2019年に優等席に3点式シートベルトが採用された。また、Hエンジン限定でオプション設定されたZF製アストロニック12速AMTを廃止し、ZF製エコライフ6速ATを新たにオプション設定した。此方はボタン式シフトを採用し、搭載エンジン全機種に対応する。2020年7月にビッグマイナーチェンジを実施したグランバードスーパープレミアムの発売により製造終了となった。
ニューグランバードグリーンフィールド
スタンダードデッカー型の全長11.65m車。最廉価グレードであり、スーパーグリーンフィールドのフルモデルチェンジ車。2010年に運転席等に一部改良を受け、2012年7月にクロームガーニッシュが施された。導入するバス会社はそれ程多くは無く、2013年12月には一時的に受注生産方式となった(2014年12月より見込生産に復帰)。2014年9月1日から施行されるユーロ6に備え、搭載エンジンを440馬力を発揮するパワーテック（H430）へ変更し、尿素SCRシステムも追加、サイドマーカーランプの採用およびLEDフォグランプならびにLED DRLの採用、内装に大幅な変更を図られ、2015年式となる。
ニューグランバードパークウェイ
スタンダードデッカー型の全長12m車。スーパーパークウェイのフルモデルチェンジ車。慶南高速やソウル高速等殆どの観光バス会社および市外バス会社が導入し、2010年に運転席等に一部改良を受け、2012年7月にクロームガーニッシュが施された。2014年9月1日から施行されるユーロ6に備え、搭載エンジンを440馬力を発揮するパワーテック（H430）へ変更し、尿素SCRシステムも追加、サイドマーカーランプの採用およびLEDフォグランプならびにLED DRLの採用、内装に大幅な変更を図られ、2015年式となる。
ニューグランバードブルースカイ
2009年に発売されたスタンダードデッカー型の全長12.5m車。以前のブルースカイは、ハイデッカー型の全長12m車であり、41/45席の一般高速バスであった。2010年に運転席等に一部改良を受け、2012年7月にクロームガーニッシュが施された。なお、高価故に売れ行きは良く無いのが現状である。慶尚北道亀尾市が1号車を導入し、それに続き空港リムジン、金亞リムジン、太和空港リムジンバス、先進高速、居昌高速、湖南高速、テヨン高速、ソウル空港リムジン、巨済現代高速、セイン空港、京畿高速、大原高速、金亞旅行等一部の市外バス会社および空港バス会社が導入した。2014年9月1日から施行されるユーロ6に備え、搭載エンジンを440馬力を発揮するパワーテック（H430）へ変更し、尿素SCRシステムも追加、サイドマーカーランプの採用およびLEDフォグランプならびにLED DRLの採用、内装に大幅な変更を図られ、2015年式となる。2015年11月に広域バス仕様であるマルチが発売され、現状広域バス会社では仁川新江交通のみが導入した。
ニューグランバードサンシャイン
ハイデッカー型の12m車。スーパープレミアムサンシャインのフルモデルチェンジ車であるが、スーパープレミアムのサブネームが消滅した。2010年にヘッドランプのデザインに変更を加え、リアガラス下部にブラックシャドウの装着等の一部改良を受けた。大韓民国においては現在、大原高速、コリアワイド慶北を除く全国高速バス運送事業組合所属の高速バス会社により運行される。全国バス運送事業組合所属の市外バスとしても一部導入された。現在、全国バス運送事業組合所属の市外バス会社および空港バス会社は、KALリムジン、大韓旅客、江原高速、慶原旅客、天一旅客、振興高速、錦南高速、光信高速、京南旅客、忠南高速、高麗旅客、慶南高速NEW釜山観光、巨済現代高速、湖南高速、漢陽高速、忠北リムジン等であり、全国高速バス運送事業組合所属の高速バス会社では、シルクロードの代替としてサンシャインが人気である。2014年9月1日から施行されるユーロ6に備え、搭載エンジンを440馬力を発揮するパワーテック（H430）へ変更し、尿素SCRシステムも追加、サイドマーカーランプの採用およびLEDフォグランプならびにLED DRLの採用、内装に大幅な変更を図られ、2015年式となる。2019年1月にサンシャインプレミアムが追加され、2019年末に東洋高速がZF製エコライフ6速ATを搭載したサンシャインを初導入した。
ニューグランバードシルクロード

大韓民国初となるハイデッカー型の全長12.49m車。ホームページでは全長12.5mと記載されるが、実際は全長12.49m車である。2010年にヘッドランプのデザインに変更を加え、リアガラス下部にブラックシャドウの装着等の一部改良を受けた。主に観光バス、企業送迎バスとして多数導入される。2013年5月に全国高速バス運送事業組合所属の東洋高速が一般高速バスとして初導入した。2013年10月に2台目を全国高速バス運送事業組合所属の中央高速が優等高速バスとして導入した。2014年9月1日から施行されるユーロ6に備え、搭載エンジンを440馬力を発揮するパワーテック（H430）へ変更し、尿素SCRシステムも追加、サイドマーカーランプの採用およびLEDフォグランプならびにLED DRLの採用、内装に大幅な変更を図られ、2015年式となる。全国バス運送事業組合所属の高速バスや市外バスとしても導入可能であるが、高価故に顧客はパークウェイ、サンシャイン、ブルースカイ等に流れるのが現状である。2016年11月にシルクロードをベースとするプレミアム高速バスを発売する予定であったが、発売目前に電力関連の過負荷の不具合が発見され、発売が2017年2月に延期された。2017年2月23日に観光バス会社に導入されたのを皮切りに、シルクロードプレミアムの正式販売を開始した。プレミアムゴールドエクスプレスと呼称されるが、実際はシルクロードのみである。

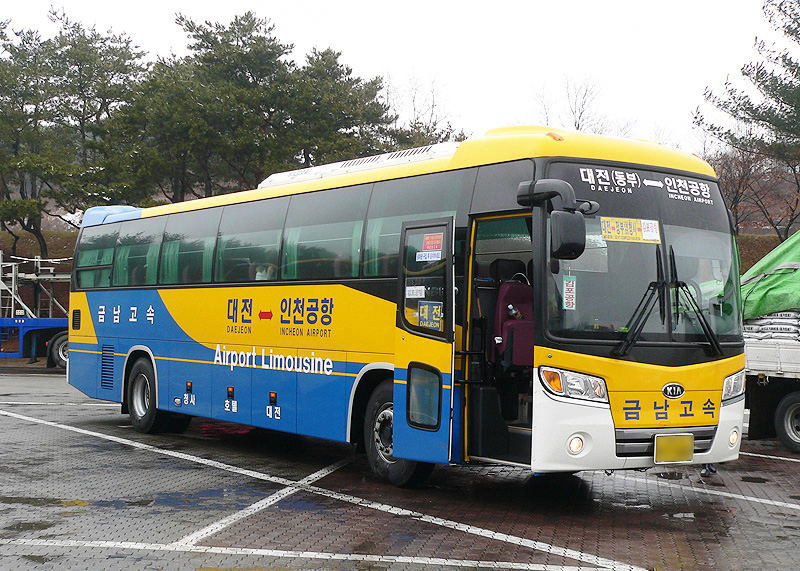
2009年型ニューグランバードサンシャイン
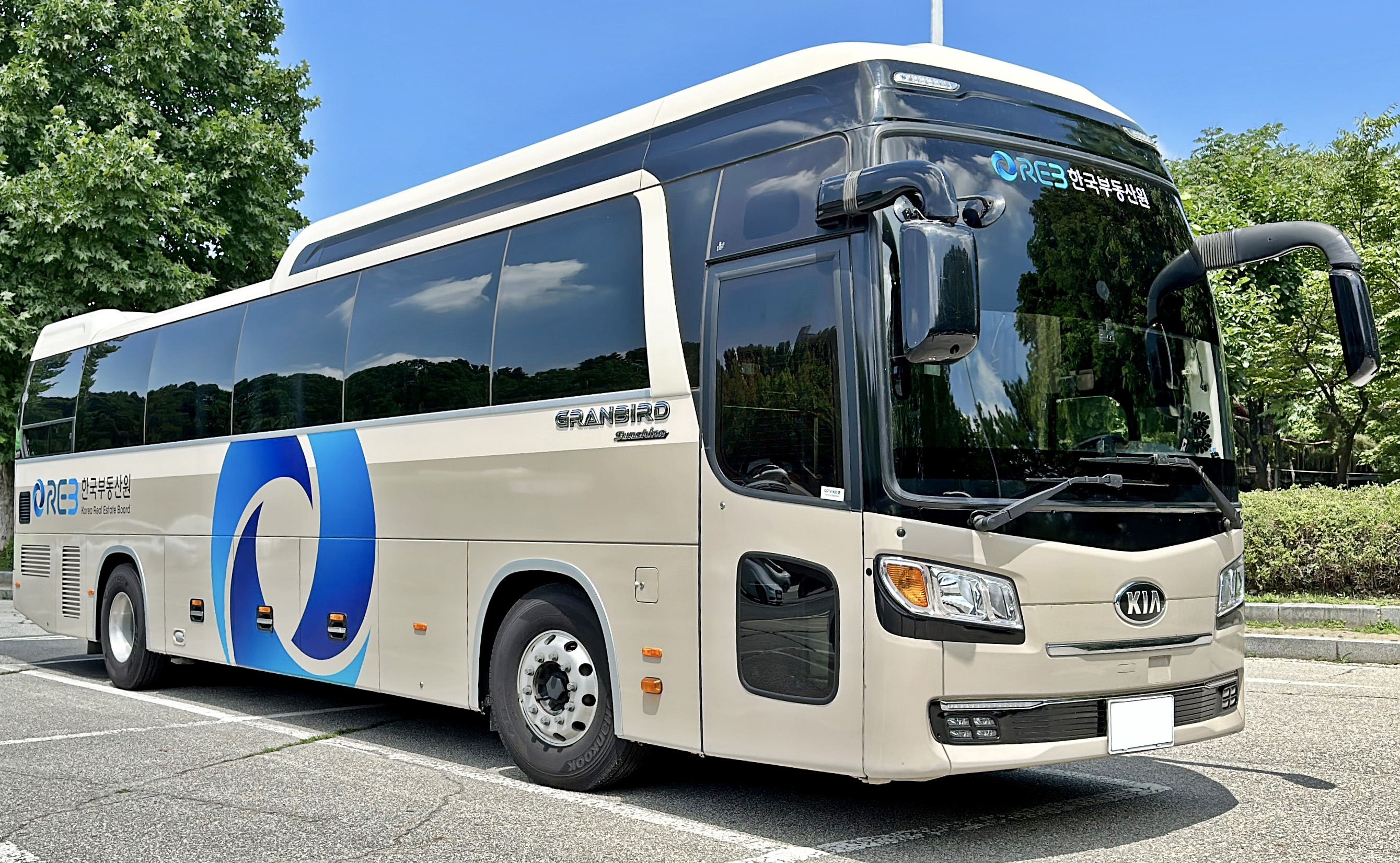
ニューグランバードシルクロード後期型
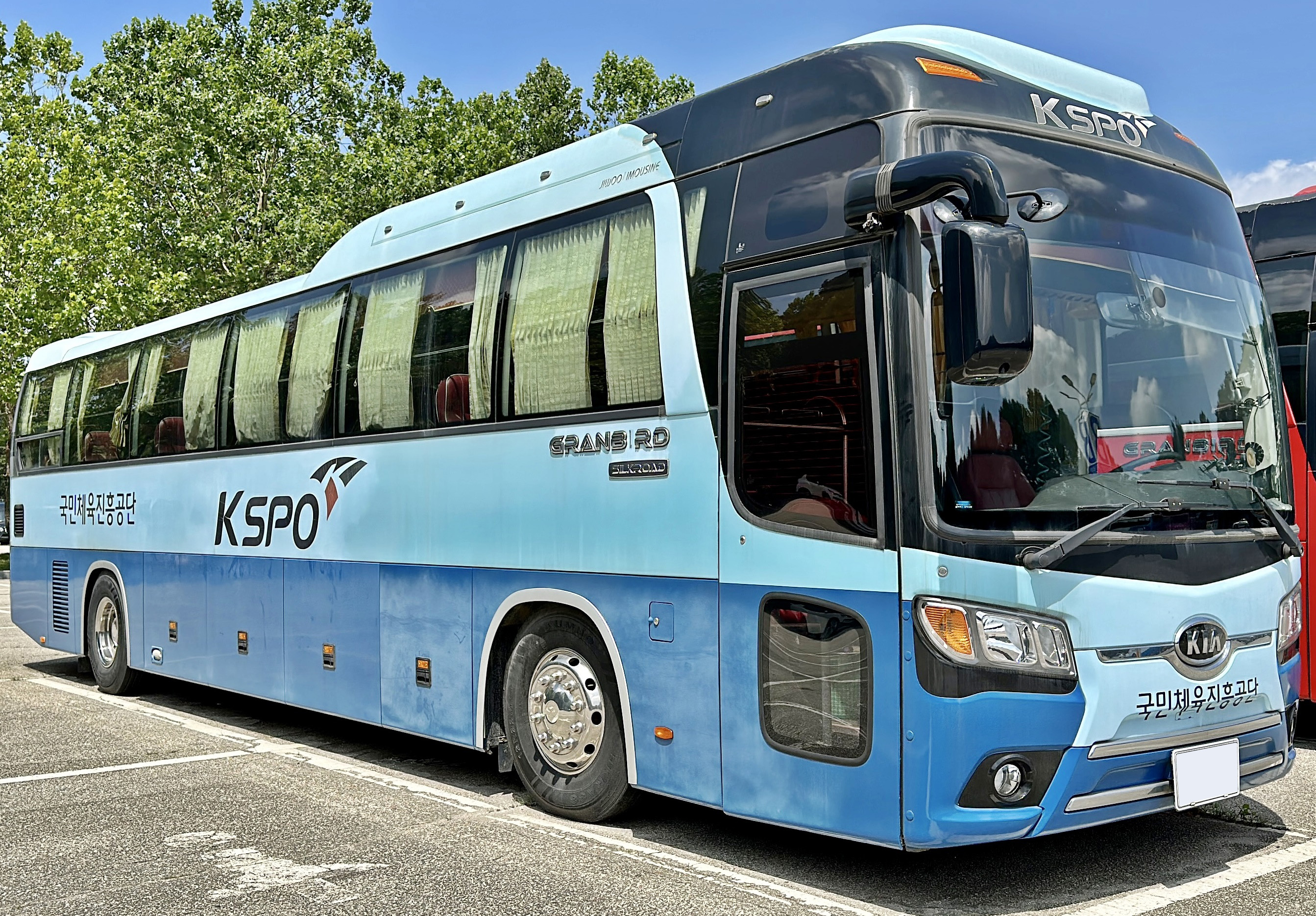
ニューグランバードシルクロード中期型
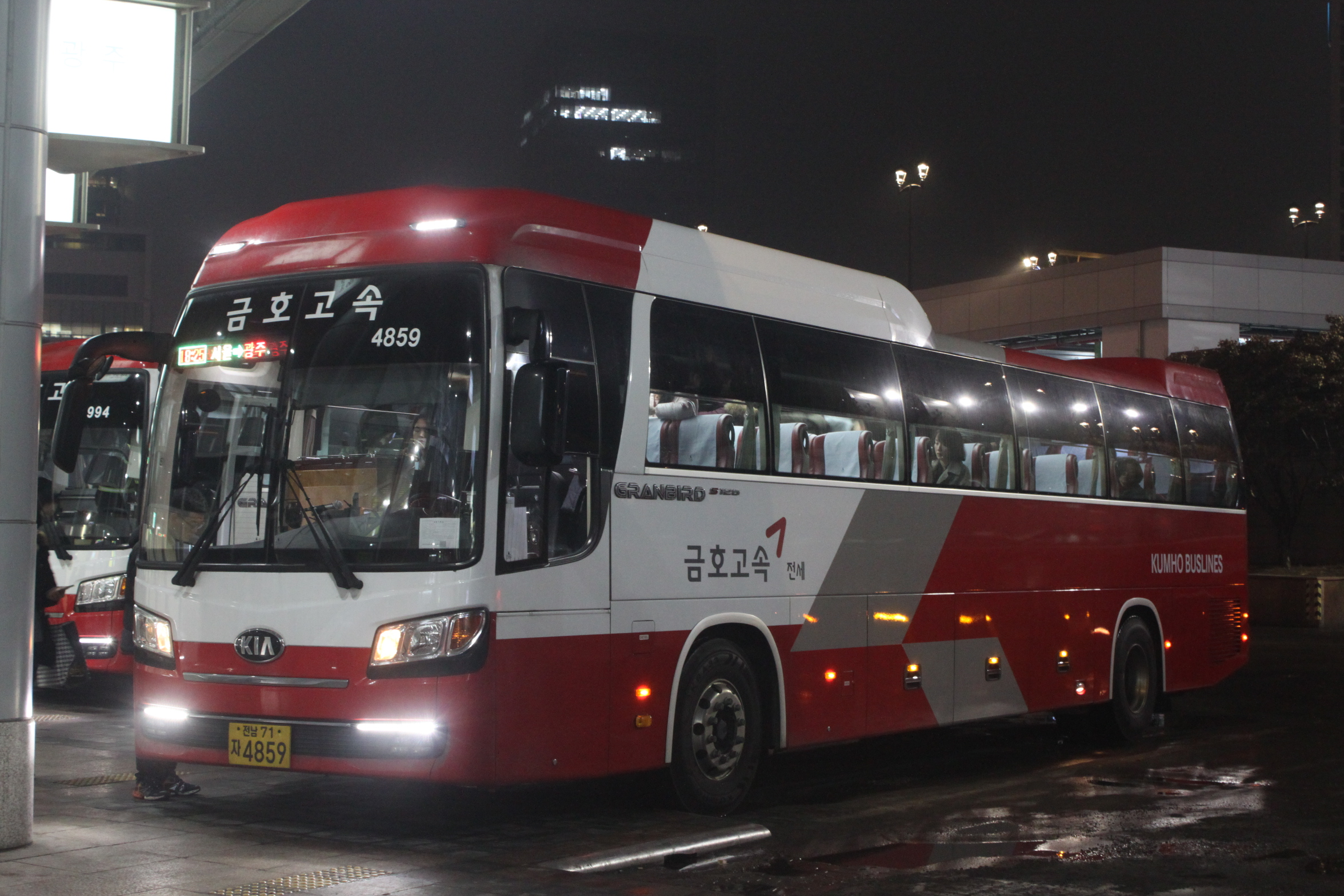
ニューグランバード

### ニューグランバードスーパープレミアム
2020年5月14日にビッグマイナーチェンジモデルを発表。2007年登場の2代目モデルの発売以来13年ぶりに発表された新型モデルである。車名はニューグランバードスーパープレミアムである。事前予約は5月14日からで、7月に正式発売した。従来のモデルより室内高を80mm高め、室内幅を120mm拡大した。同クラス初のとなる装備を含む多くのシステムを搭載。燃料タンク保護構造を採用し、エンジンルームの火災に備えた消火設備、非常口を採用した。室内は従来のモデルとは異なり、運転席のダッシュボードにステアリングリモコンが装備された他、アナログ時計が装備され、10.25インチの大画面のカーナビゲーションが搭載される。マニュアルトランスミッションは従来のモデルと同一の位置に設置され、オートマチックトランスミッション搭載車はマニュアルトランスミッション搭載車の変速機がある位置にカップホルダーが装備される。ZF6速オートマチックトランスミッションは、ユニバースと同じく、従来のモデルのボタン式からコラム式に変更され、操作方法もユニバースと同一のロータリー方式である。 ユニバースとは異なり、SDも些細な違いだけで、ほぼ全く同一のデザインで統合される。2020年末には、COVID-19の長期化に合わせ、シート間に抗菌レースカーテンなどを備えたグランバードプライバシー31を発売。シート間の前後距離を従来のモデルの845mmから900mmに拡大し、シートのサイズも480mmから630mmに増して乗客のプライベート空間を拡大し、空気清浄機や自動換気装置で車内環境を整えた。2021年型からは新たなKIAのエンブレムを採用。2022年には、ユニバースプライムEXと同クラスのグランバードシルクロードカムが追加された。2023年6月型からは、ウインカーとサイドマーカーランプが連動して点灯するように変更された。
ニューグランバードスーパープレミアムグリーンフィールド
ニューグランバードグリーンフィールドのリニューアルモデル。
ニューグランバードスーパープレミアムパークウェイ
ニューグランバードパークウェイのリニューアルモデル。
ニューグランバードスーパープレミアムブルースカイ
ニューグランバードブルースカイのリニューアルモデル。
ニューグランバードスーパープレミアムサンシャイン
ニューグランバードサンシャインのリニューアルモデル。
初代グランバードサンシャインの2005年 - 2007年型もグランバードスーパープレミアムサンシャインと呼称していた。
ニューグランバードスーパープレミアムシルクロードカム
12.5mのハイデッカーのエントリーモデル。2022年11月にシルクロードの廉価モデルとして発売された。車体は既存のシルクロードと同じ12.5m HDだが、側面のBピラーを排除し、ルーバーもSDであるグリーンフィールド/パークウェイ/ブルースカイと同一で、室内側面のベルトラインもSDであるグリーンフィールド/パークウェイ/ブルースカイと同一の茶色になっている。シートもプレミアムユーロシートが装着されるサンシャイン/シルクロードとは異なり、グリーンフィールドに装着される基本のシートが装着される。価格差は既存のシルクロードより1000万ウォンから2000万ウォン低価格である。
ニューグランバードスーパープレミアムシルクロード

ニューグランバードシルクロードのリニューアルモデル。

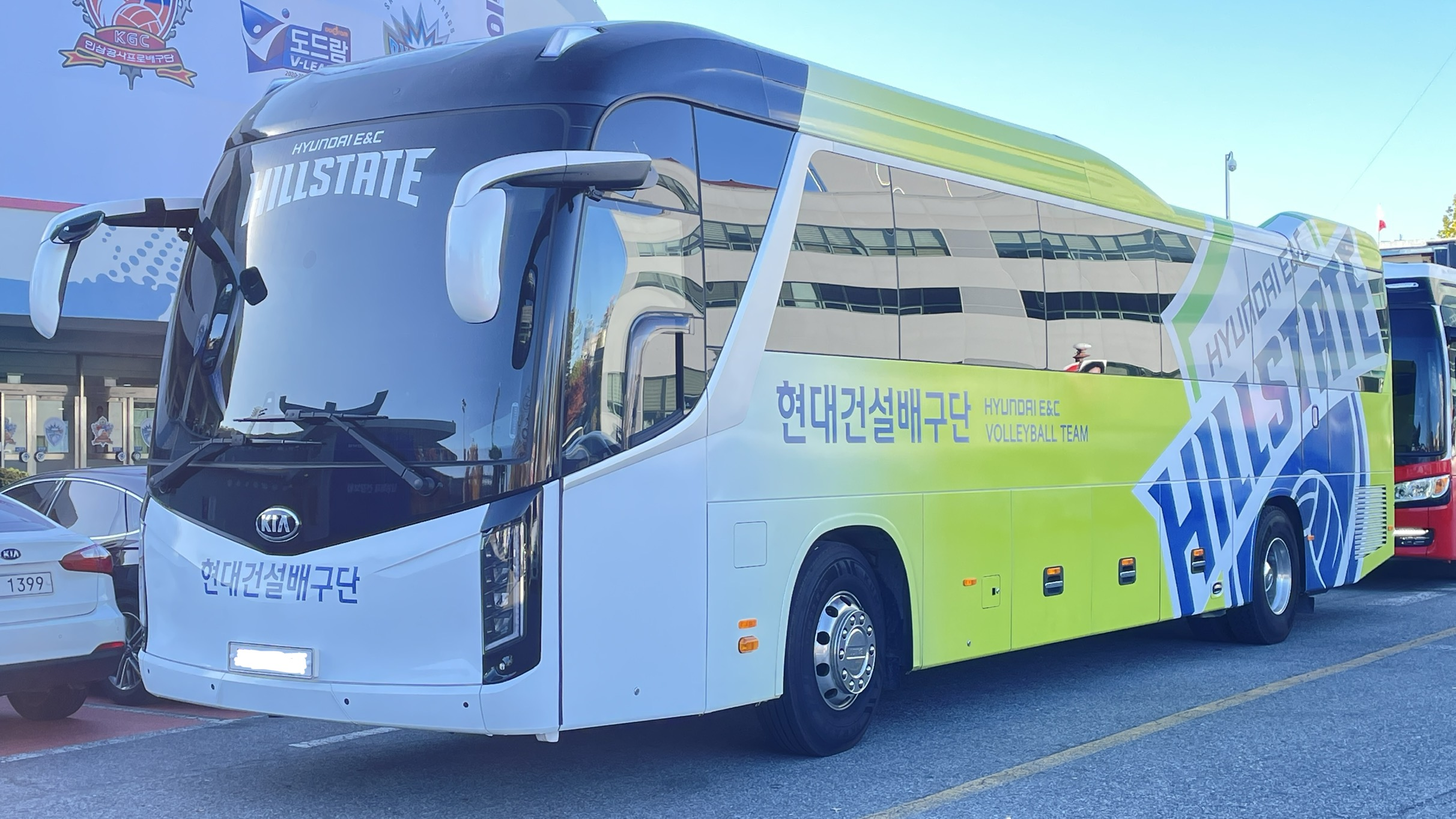
2020年型ニューグランバードスーパープレミアムシルクロード
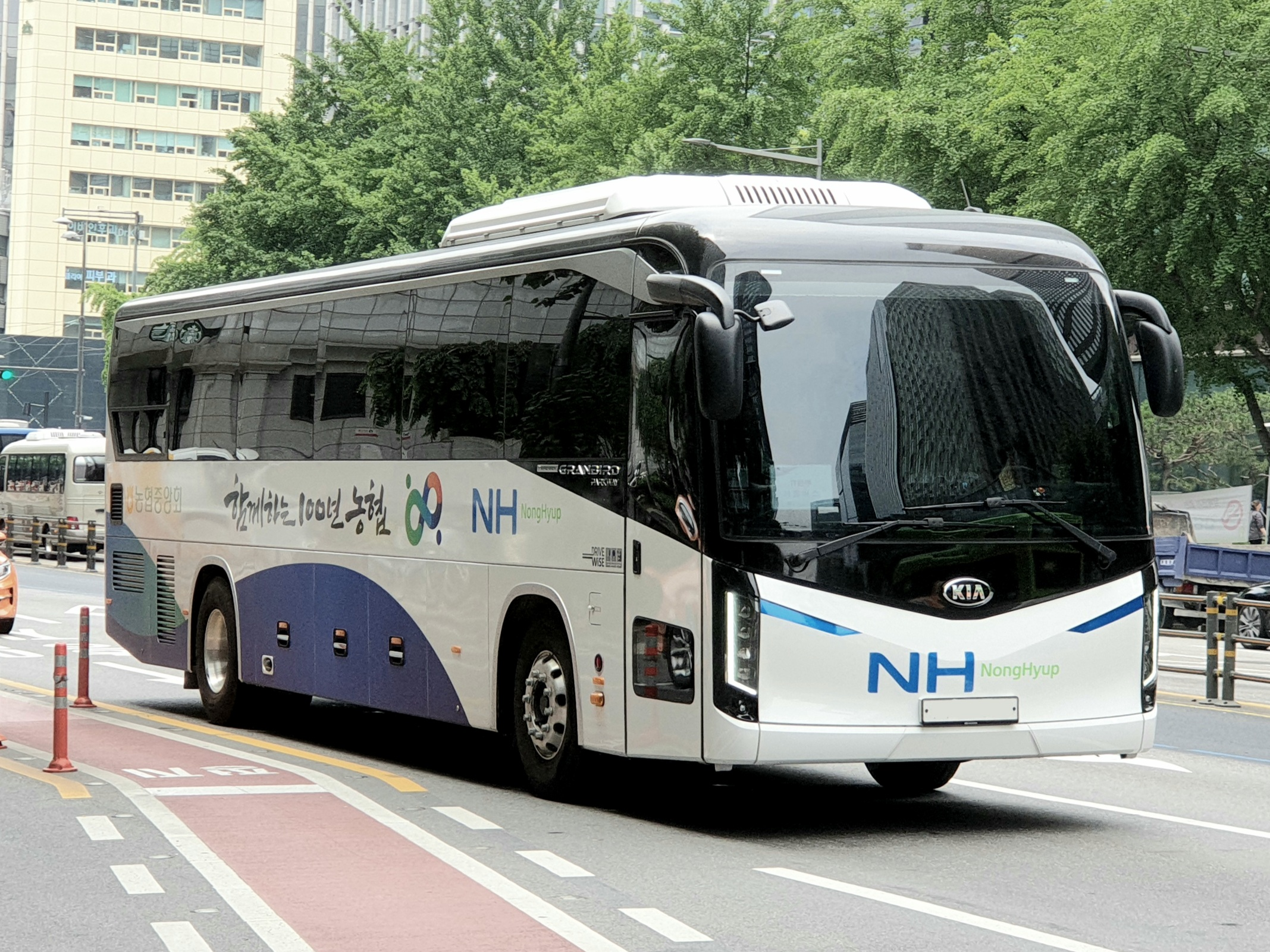
ニューグランバードスーパープレミアム
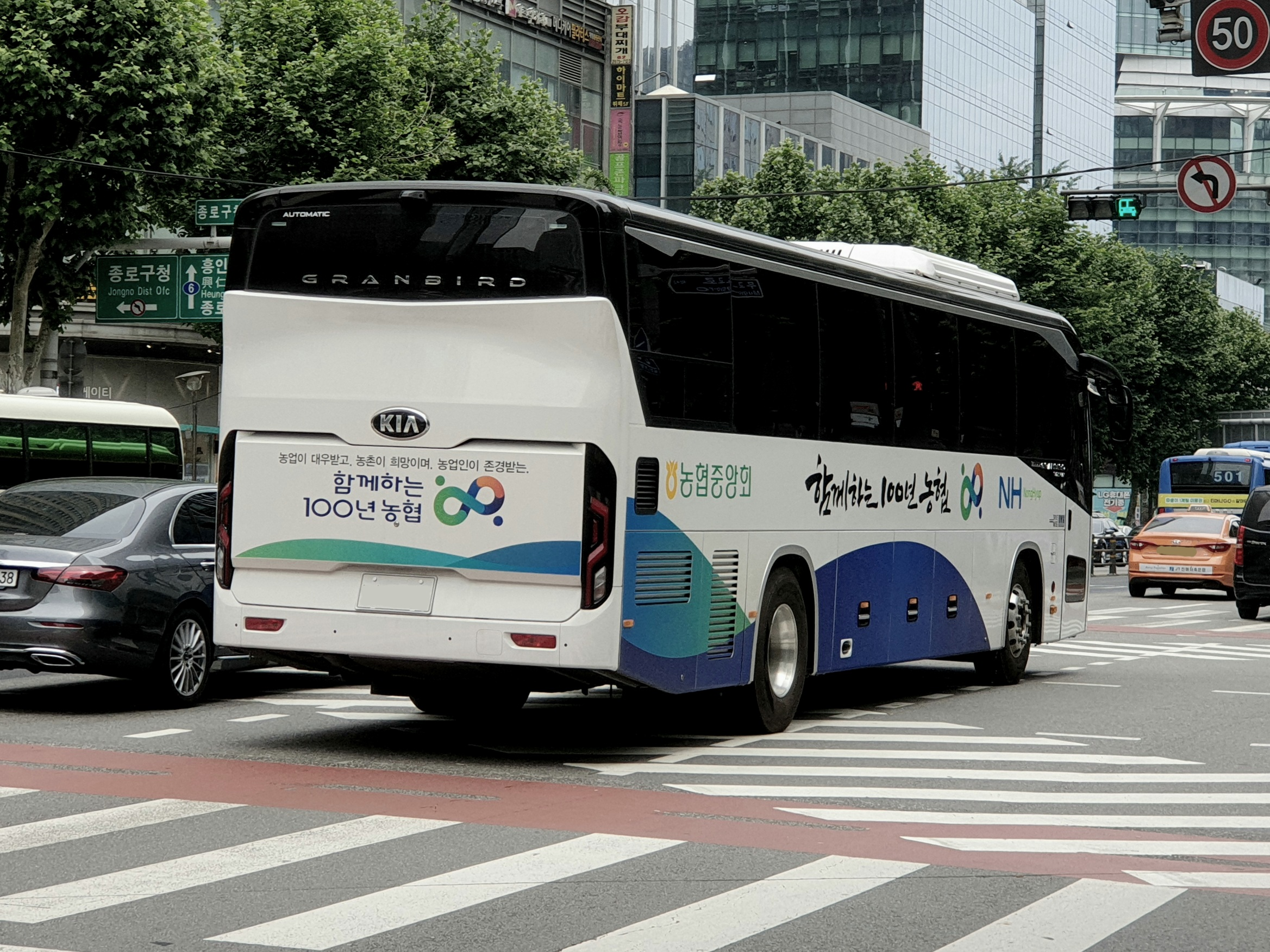
ニューグランバードスーパープレミアム
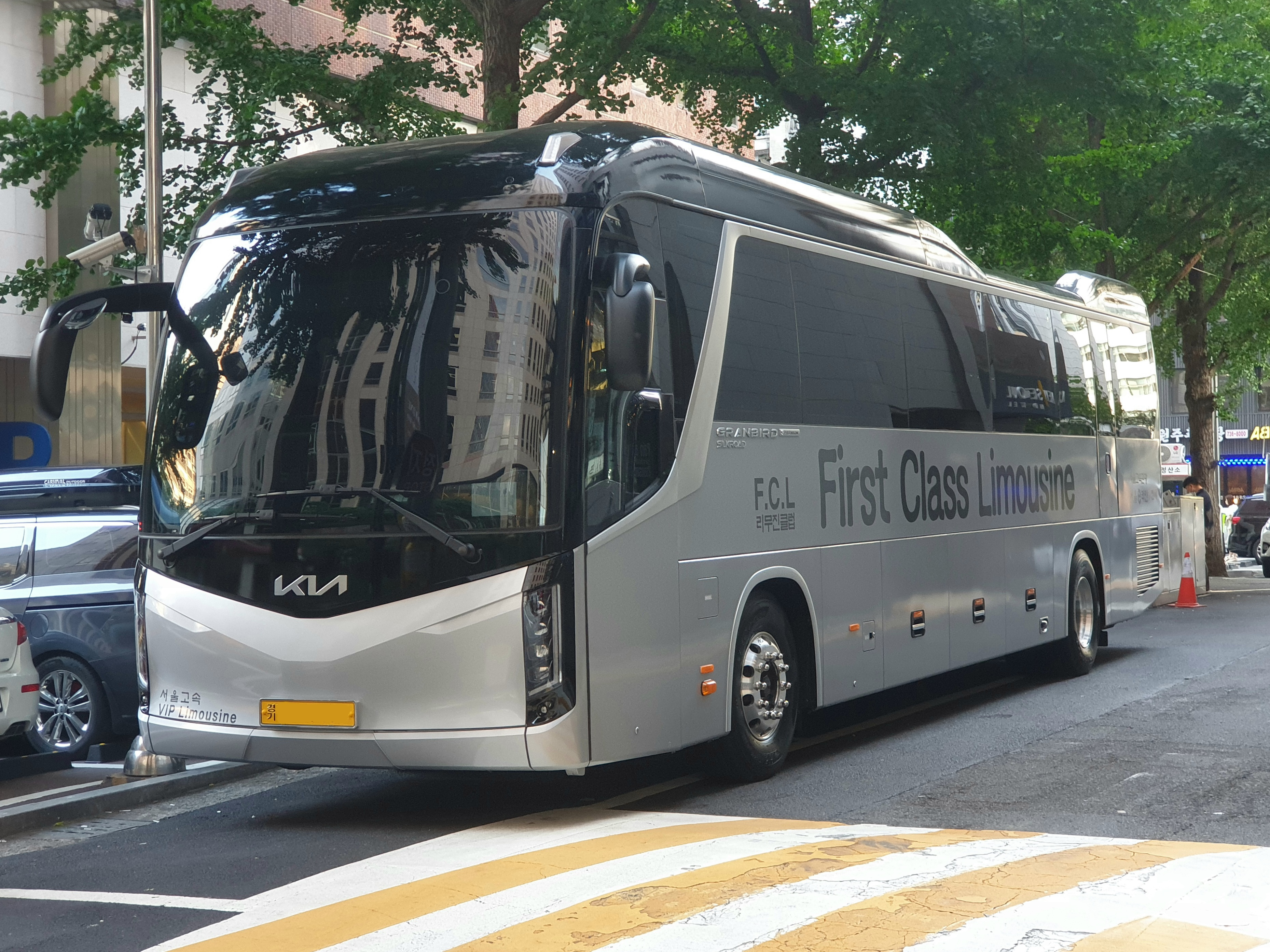
ニューグランバードスーパープレミアムシルクロード